# ایزابل استنگرز
ایزابل استنگرز (زاده ۱۹۴۹) فیلسوف بلژیکی است که به خاطر آثارش در زمینه فلسفه علم شناخته شده است. او که به‌عنوان شیمیدان آموزش دیده است، با شیمیدان روسی-بلژیکی ایلیا پریگوژین و فیلسوف/جامعه‌شناس فرانسوی برونو لاتور و دیگران همکاری کرده و آثار زیادی در زمینه تاریخ علم و فلسفه‌دانانی چون ژیل دلووز، آلفرد نورت وایت‌هد، دانا هاراوِی، و میشل سر نوشته است.

## زندگی‌نامه
استنگرز دختر مورخ ژان استنگرز است. او شیمی را مطالعه کرد و با مدرک این رشته از دانشگاه آزاد بروکسل فارغ‌التحصیل شد اما بعدها به فلسفه و تاریخ علم نیز علاقه‌مند شد و آثاری را در این زمینه منتشر کرد.

## آثار
علایق پژوهشی او شامل فلسفه علم و تاریخ علم است. او کرسی استادی فلسفه علم را در دانشگاه آزاد بروکسل دارد و در سال ۱۹۹۳ جایزه بزرگ فلسفه را از آکادمی فرانسه دریافت کرد. استنگرز دربارهٔ فیلسوف انگلیسی آلفرد نورت وایت‌هد نوشته است؛ آثار دیگر او شامل فلسفه‌دانان قاره‌ای مانند میشل سر، ژیلبر سیموندون، ژیل دلووز یا وینسیان دِسپِرت و همچنین فیلسوفان علم و محیط‌زیست آمریکای شمالی مانند دانا هاراوِی می‌شود. استنگرز همچنین با روان‌پزشک لئون چرتوک و جامعه‌شناس علم برونو لاتور همکاری کرده است.
بخشی مهم از آثار اخیر او شامل گفتگوها و ترجمه‌هایی از آثار دانا هاراوِی است که خود آن را وظیفه‌ای دشوار توصیف می‌کند: «باید اعتراف کنم که ترجمه هاراوِی آسان نیست، زیرا نوشتاری که او به کار می‌گیرد، به گفته خودش، از نوع 'فناورانه' است. برای هاراوِی، این‌که نوشتار عمل می‌کند، واژه‌ها کنش دارند، و داستان‌ها و شیوه روایت آن‌ها اهمیت دارند، همواره صادق است – حتی زمانی که بلاغت متنی هدفش این است که خواننده را در موقعیتی قرار دهد که ناگزیر از پیگیری استدلال باشد، بی‌آنکه راه گریزی داشته باشد، تا دیدگاهی را بپذیرد که اساساً به‌صورت ناشناس ارائه شده است. ازاین‌رو، حتی زمانی که متن در برابر ایده‌ای که باید با آن موافقت شود، عقب‌نشینی می‌کند و صرفاً وسیله‌ای برای آن است. اما متن هاراوِی عقب‌نشینی نمی‌کند: همانند یک متن شاعرانه، این‌که فقط آن را 'به رسمیت بشناسیم' یک اشتباه جزئی محسوب می‌شود.» دانا هاراوِی به درهم‌تنیدگی اندیشه‌های ایزابل استنگرز، دانا هاراوِی، برونو لاتور و وینسیان دسپرت، در میان دیگران، به‌عنوان شبکه‌ای از «شکل‌های ریسمانی» اشاره کرده است.
استنگرز کتاب‌هایی دربارهٔ نظریه آشوب با ایلیا پریگوژین، شیمی‌دان فیزیکی روسی-بلژیکی و برنده جایزه نوبل، نوشته است. پریگوژین به خاطر پژوهش‌هایش دربارهٔ ساختارهای گسسته، سیستم‌های پیچیده و برگشت‌ناپذیری شناخته می‌شود. از جمله این آثار می‌توان به نظم از درون آشوب (۱۹۸۴) و پایان قطعیت: زمان، آشوب و قوانین جدید طبیعت (۱۹۹۷) اشاره کرد. استنگرز و پریگوژین اغلب از آثار ژیل دلووز بهره می‌برند و او را منبعی فلسفی مهم برای اندیشیدن دربارهٔ پرسش‌های مرتبط با برگشت‌ناپذیری و جهان به‌عنوان یک سیستم باز در نظر می‌گیرند. آثار اخیر استنگرز بر پیشنهاد او دربارهٔ کیهان‌سیاسی متمرکز است که یکی از جنبه‌های کلیدی آن توسط برونو لاتور به‌عنوان «ترکیب تدریجی جهانی مشترک» توصیف می‌شود؛ جهانی که در آن عناصر انسانی و غیرانسانی به‌طور جدایی‌ناپذیری در هم تنیده‌اند. علاوه بر این، او به بازبینی و تغییر عمل‌گرایانه فلسفه گمانه‌زن آلفرد نورت وایت‌هد پرداخته است. مجموعه آثار کیهان‌سیاسی در سال ۲۰۱۳ برنده جایزه لودویک فلک شد.